# 陳椿年
陳椿年，直隸南宮縣人，清朝官員。

## 生平
道光二十七年（1847年）考中丁未科張之萬榜三甲進士。清代名臣徐樹銘、李鴻章、沈葆楨、馬新貽等人皆為其同榜。道光二十八年（1848年）任山東夏津縣知縣。在任不足一年。